# Orthocis juglandis
Orthocis juglandis es una especie de coleóptero de la familia Ciidae.

## Distribución geográfica
Se encuentra al sureste de Europa.